# Старые Мёдуши
Старые Мёдуши — деревня в Лопухинском сельском поселении Ломоносовского района Ленинградской области.

## История
Впервые упоминается в Писцовой книге Водской пятины 1500 года как деревня Медуша в Ильинском Заможском погосте Копорского уезда.
Затем как деревня Meodussa by в Заможском погосте в шведских «Писцовых книгах Ижорской земли» 1618—1623 годов.
На карте Ингерманландии А. И. Бергенгейма, составленной по шведским материалам 1676 года, обозначена деревня Medusa.
На шведской «Генеральной карте провинции Ингерманландии» 1704 года — деревня Medusa, а к югу от неё Samoskoi Rÿsskÿrka.
Деревня Медуска и при ней Руски церковь упомянуты на «Географическом чертеже Ижорской земли» Адриана Шонбека 1705 года.
Затем мыза Медуская нанесена на карте Санкт-Петербургской губернии 1792 года А. М. Вильбрехта.
Деревня являлась вотчиной императора Александра I из которой в 1806—1807 годах были выставлены ратники Императорского батальона милиции.
На карте Санкт-Петербургской губернии Ф. Ф. Шуберта 1834 года обозначена деревня Старые Медуши, состоящая из 22 крестьянских дворов и в ней усадьба Помещика Ранцова.

МЕДУШИ — мыза принадлежит подпоручику Ранцову, число жителей по ревизии: 11 м. п., 10 ж. п.
 
МЕДУШИ — деревня принадлежит подпоручику Ранцову, число жителей по ревизии: 60 м. п., 61 ж. п.

В оной церковь каменная во имя Святой Троицы. (1838 год)

Согласно 9-й ревизии 1850 года мыза и деревня Мёдуши принадлежали помещику Константину Севастьяновичу Крамеру.
На карте профессора С. С. Куторги 1852 года отмечена деревня Старые Мёдуши и при ней Мыза Шрейдера.

МЕДУШИ — деревня генерал-майора Пикурина, по просёлочной дороге, число дворов — 18, число душ — 56 м. п. 

МЕДУШИ — деревня Ораниенбаумского дворцового правления, по просёлочной дороге, число дворов — 12, число душ — 41 м. п. (1856 год)

Согласно 10-й ревизии 1856 года мыза и деревня Мёдуши принадлежали помещику Михаилу Фёдоровичу Плаутину.

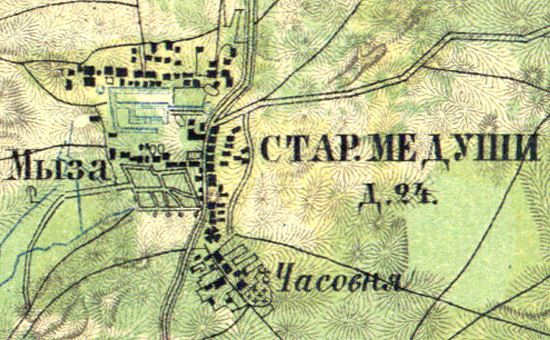
План деревни Старые Мёдуши. 1860 год

Согласно «Топографической карте частей Санкт-Петербургской и Выборгской губерний» в 1860 году деревня Старые Мёдуши насчитывала 24 крестьянских двора. В деревне находилась мыза, церковь и часовня.

МЕДУШИ СТАРЫЕ — мыза владельческая при прудах, число дворов — 1, число жителей: 3 м. п., 7 ж. п.

МЕДУШИ СТАРЫЕ — село владельческое при пруде и колодцах, число дворов — 23, число жителей: 72 м. п., 63 ж. п.
 
Церковь православная. Сельское училище. Волостное правление. (1862 год)

В 1868 году временнообязанные крестьяне деревни Медуша выкупили свои земельные наделы у великой княгини Елены Павловны и стали собственниками земли.
В 1885 году село насчитывало 20 дворов.
Согласно материалам по статистике народного хозяйства Петергофского уезда 1887 года мыза Мёдуши площадью 1040 десятин принадлежала барону Л. О. Рауш фон Траубенбергу, она была приобретена двумя частями в 1868 и 1886 годах за 18 000 рублей. В мызе была кузница, кирпичный и известковый заводы. Портерная лавка сдавалась в аренду. «Дом, бывший под больницей, теперь без употребления».
Сборник Центрального статистического комитета описывал её так:

СТАРЫЕ МЕДУШИ — село бывшее владельческое, дворов — 26, жителей — 118; Волостное правление, церковь православная, часовня, школа, больница, лавка, торжок 9 мая. (1885 год)

В конце XIX века село административно относилось к Медушской волости 2-го стана Петергофского уезда Санкт-Петербургской губернии, в начале XX века — 3-го стана.
По данным «Памятной книжки Санкт-Петербургской губернии» за 1905 год Старые Медуши — село, церковь православная, торжок 9 мая. Мыза Старые Мёдуши площадью 761 десятина принадлежала барону Леониду Оскаровичу Рауш-фон-Траубенбергу.
К 1913 году количество дворов в селе увеличилось до 32.
С 1917 по 1923 год деревня входила в состав Медушского сельсовета Медушской волости Петергофского уезда.
С 1923 года в составе Троцкого уезда.
С 1924 года в составе Центрального сельсовета.
Согласно данным переписи населения СССР 1926 года в деревне Старые Медуши проживали 160 человек — большинство русские, а также эстонцы.
С февраля 1927 года в составе Гостилицкой волости. С августа 1927 года в составе Ораниенбаумского района.

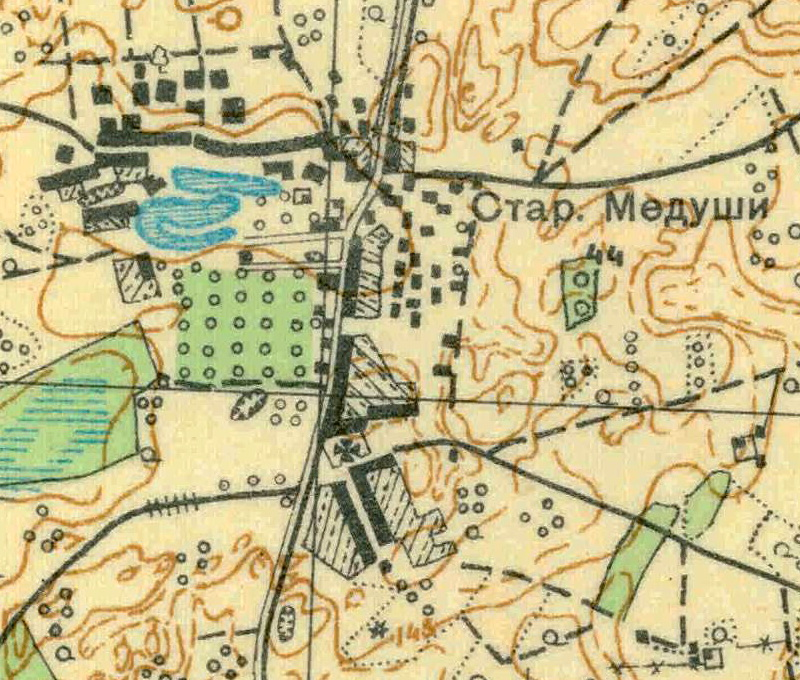
План деревни Старые Мёдуши. 1930 год

Согласно топографической карте 1930 года деревня насчитывала 44 двора, в центре деревни находилась церковь.
По данным 1933 года деревня Медуши Старые входила в состав Центрального сельсовета Ораниенбаумского района.
Деревня была освобождена от немецко-фашистских оккупантов 28 января 1944 года.
С 1960 года в составе Лопухинского сельсовета.
С 1963 года в составе Гатчинского района.
С 1965 года вновь в составе Ломоносовского района.
По данным 1966, 1973 и 1990 годов деревня Старые Мёдуши также входила в состав Лопухинского сельсовета.
В 1997 году в деревне Старые Мёдуши Лопухинской волости проживали 42 человека, в 2002 году — 33 человека (русские — 94 %), в 2007 году — 21.

## География
Деревня расположена в юго-западной части района на автодороге 41К-026 (Лопухинка — Шёлково), к югу от административного центра поселения, деревни Лопухинка.
Расстояние до административного центра поселения — 4 км.
Расстояние до ближайшей железнодорожной станции Копорье — 34 км.

## Демография
| 1862 | 2002 | 2007 | 2010 | 2017 |
| ---- | ---- | ---- | ---- | ---- |
| 145  | ↘33  | ↘29  | ↗215 | ↘35  |

## Улицы
Медовая, Парковая, Песчаная, Центральная.